# 람선 719 작전
람선 719 작전은 베트남 전쟁 시기 미국이 주도한 작전 중 하나이다.
람손 719 작전(베트남어: Chiến dịch Lam Sơn 719, 영어: Lam Son 719 작전), 베트남 민주 공화국(북베트남) 및 중국은 9번 고속도로에서 대승리라고 불렀습니다. 베트남 전쟁 말기의 전투로, 1971년 2월 미군과 베트남 공화국군(남베트남군)은 베트남 인민군(북한)의 전략 수송선을 차단하기 위해 이 작전을 계획했다. 베트남군) 북베트남군의 후방기지인 체방(Che Bang)과 므엉농(Muong Nong) 지역을 파괴한다. 양측은 4만 명 이상의 인원, 700여 대의 탱크와 장갑차, 400여 개의 대구경 포병, 1,000여 대의 다양한 항공기를 집결할 계획이며, 9번 국도를 주요 공격선으로 삼아 공격할 예정이다. 탱크, 장갑차 및 헬리콥터 리프트 전술을 사용하여 세 가지 경로로 발사됩니다. 그리고 이틀 만에 반둥과 체방을 점령했고, 일주일 안에 체방과 타콩 공항 주변 고지대를 점령했다. 이어 그들은 소련 지역을 침공해 장마가 오기 전에 전투를 마쳤다.
베트남 노동당 중앙군사위원회는 이 전쟁을 위해 702전선을 창설하고 제4군구, 지티엔군구, B5전선을 비롯해 라오스에 70군단, 559군단, 북베트남군을 동원해 총동원했다. 60,000명(5개 부대 포함) 주 사단) 주력부대와 농촌유격대, 지방부대, 특수부대가 총 100,000명의 병력으로 후방지원을 구성한다.
결국 미군과 남베트남군은 계획에 실패하고 북베트남군에게 격퇴당했고, 3월 12일부터 후퇴하기 시작했다.
틀:베트남 전쟁 도표